# مون ریپوس

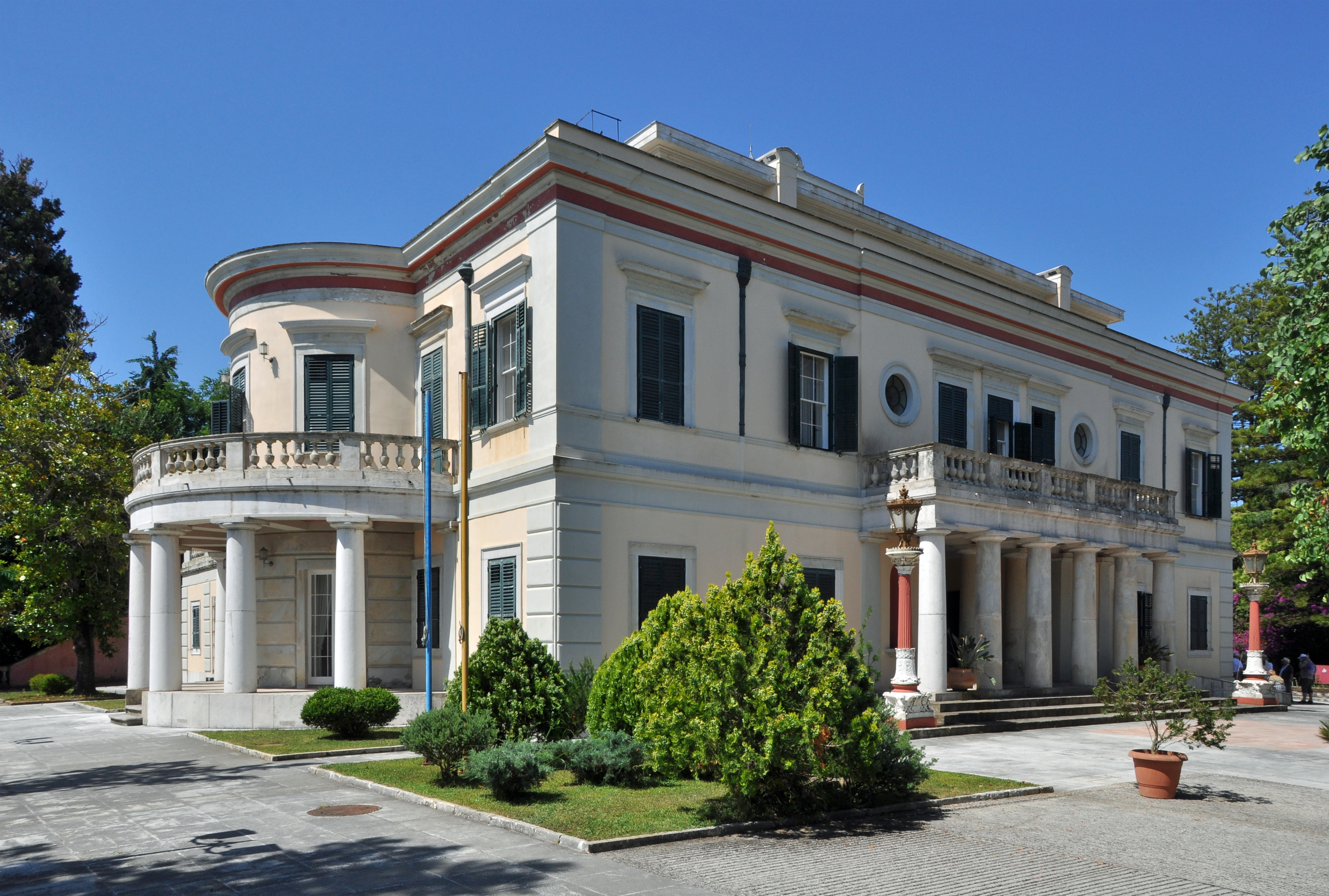
ویلای مون ریپوس مشرف به دریای یونان و چشم‌اندازی زیبا است.

مون ریپوس (به فرانسوی: Mon Repos) نام ویلایی به مساحت  ۲۵۰ جریب در جزیره کورفو، یونان است که تا پیش از کودتای ۱۹۶۷ و سقوط دودمان گلوکسبورگ در یونان، اقامتگاه تابستانی پادشاه و خاندان سلطنتی یونان بود.
ویلای مون ریپوس در جنگل پالایوپولیس، واقع در در جنوبِ شهر کورفو قرار دارد.
شاهزاده فیلیپ، دوک ادینبرا همسر الیزابت دوم، ملکه بریتانیا و شاهدخت آلکسیا در این ویلا متولد شده‌بود.